# Subsecretaría de Carabineros de Chile
La Subsecretaría de Carabineros (Subcar) fue una subsecretaría de Estado de Chile, encargada de Carabineros de Chile.
Fue creada mediante Decreto Ley N.º 444, de fecha 27 de abril de 1974, como órgano asesor directo del ministerio de Defensa Nacional, cartera de la que dependía Carabineros.
Con la promulgación de la ley 20.502 que crea el Ministerio del Interior y Seguridad Pública, fueron suprimidas las subsecretarías de Carabineros y de Investigaciones; la competencia de dichas subsecretarías pasó de este modo al Ministerio de Interior y Seguridad Pública, específicamente de la Subsecretaría del Interior, dentro de la cual se crean las Divisiones de Carabineros y de Investigaciones.

## Subsecretarios
| Titular | Titular                          | Partido    | Período                                       | Notas                           | Presidente | Presidente                 |
| ------- | -------------------------------- | ---------- | --------------------------------------------- | ------------------------------- | ---------- | -------------------------- |
|         | Hosmán Abel Pérez Sepúlveda      | Carabinero | 9 de septiembre de 1974 - 1978                | Carabinero                      |            | Augusto Pinochet Ugarte    |
|         | Víctor Vargas Cabrera            | Carabinero | 1978 - 1981                                   | Coronel de Carabineros          |            | Augusto Pinochet Ugarte    |
|         | Téofilo Rigoberto González Muñoz | Carabinero | 1981 - 16 de agosto de 1985                   | Coronel de Carabineros          |            | Augusto Pinochet Ugarte    |
|         | Ricardo Hernández Cáceres        | Carabinero | 19 de agosto de 1985 - 1 de marzo de 1986     | Coronel de Carabineros          |            | Augusto Pinochet Ugarte    |
|         | Ángel Sergio Cotroneo Concha     | Carabinero | 1 de marzo de 1986 - 1 de agosto de 1986      | Coronel de Carabineros          |            | Augusto Pinochet Ugarte    |
|         | Juan Cancino Causa               | Carabinero | 1 de agosto de 1986 - 15 de marzo de 1989     | Teniente Coronel de Carabineros |            | Augusto Pinochet Ugarte    |
|         | Miguel Enrique Moore Barrera     | Carabinero | 15 de marzo de 1989 - 11 de marzo de 1990     | Coronel de Carabineros          |            | Augusto Pinochet Ugarte    |
|         | Jorge Kindermann Fernández       | PDC        | 11 de marzo de 1990 - 11 de marzo de 1994     | Civil                           |            | Patricio Aylwin Azócar     |
|         | Luciano Fouillioux Fernández     | PDC        | 11 de marzo de 1994 - 11 de marzo de 2000     | Civil                           |            | Eduardo Frei Ruiz-Tagle    |
|         | Patricio Morales Aguirre         | PRSD       | 11 de marzo de 2000 - 13 de marzo de 2002     | Civil                           |            | Ricardo Lagos Escobar      |
|         | Felipe Harboe Bascuñán           | PPD        | 13 de marzo de 2002 - 30 de enero de 2006     | Civil                           |            | Ricardo Lagos Escobar      |
|         | Neftalí Carabantes Hernández     | PRSD       | 30 de enero - 11 de marzo de 2006             | Civil                           |            | Ricardo Lagos Escobar      |
|         | Marcelo Ortíz Aravena            | PDC        | 11 de marzo - 28 de agosto de 2006            | Civil                           |            | Michelle Bachelet Jeria    |
|         | Javiera Blanco Suárez            | Ind.       | 1 de septiembre de 2006 - 11 de marzo de 2010 | Civil                           |            | Michelle Bachelet Jeria    |
|         | Carol Bown Sepúlveda             | UDI        | 11 de marzo de 2010 - 28 de febrero de 2011   | Civil                           |            | Sebastián Piñera Echenique |